# Clematis brachiata
Clematis brachiata là một loài dây leo có hoa, chịu lạnh và lá sớm rụng trong họ Mao lương. Nó có xu hướng leo lên đỉnh của các loại cây gỗ và cây bụi, và nằm bò trườn trên tán lá. Lá kép với 1-7 lá chét. Hoa có hương thơm hấp dẫn nở trong mùa hè. Quả bế được bao bọc trong lớp lông tơ mịn như lụa. Loài này phổ biến ở khu vực Transvaal và KwaZulu-Natal, Nam Phi.
Loài này được Carl Peter Thunberg, một nhà tự nhiên học người Thụy Điển, mô tả khoa học đầu tiên năm 1800.

## Từ nguyên
Clema trong tiếng Hy Lạp có nghĩa là dây leo, và tính ngữ chỉ tên loài là từ tiếng Latinh brachiata có nghĩa là "có tay" do tập tính phân cành nhánh vuông góc và mọc đối trông giống như cánh tay thò ra từ thân người.

## Danh pháp đồng nghĩa
Các danh pháp sau đây là đồng nghĩa:
- Clematis biloba Steud.
- Clematis comosa DC.
- Clematis kerrii Steud.
- Clematis massoniana DC.
- Clematis orientalis var. bolusiana Kuntze
- Clematis orientalis subsp. brachiata (Thunb.) Kuntze
- Clematis orientalis f. massoniana (DC.) Kuntze
- Clematis orientalis subsp. oweniae (Harv.) Kuntze
- Clematis orientalis var. subglabra Kuntze
- Clematis oweniae Harv.
- Clematis petersiana Klotzsch
- Clematis stewartiae Burtt Davy
- Clematis stewartiae var. wilmsii Burtt Davy
- Clematis thunbergii Steud.
- Clematis thunbergii var. congensis A.Chev.
- Clematis triloba Thunb.
- Clematis triloba var. congensis (A.Chev.) M.Johnson

## Hình ảnh

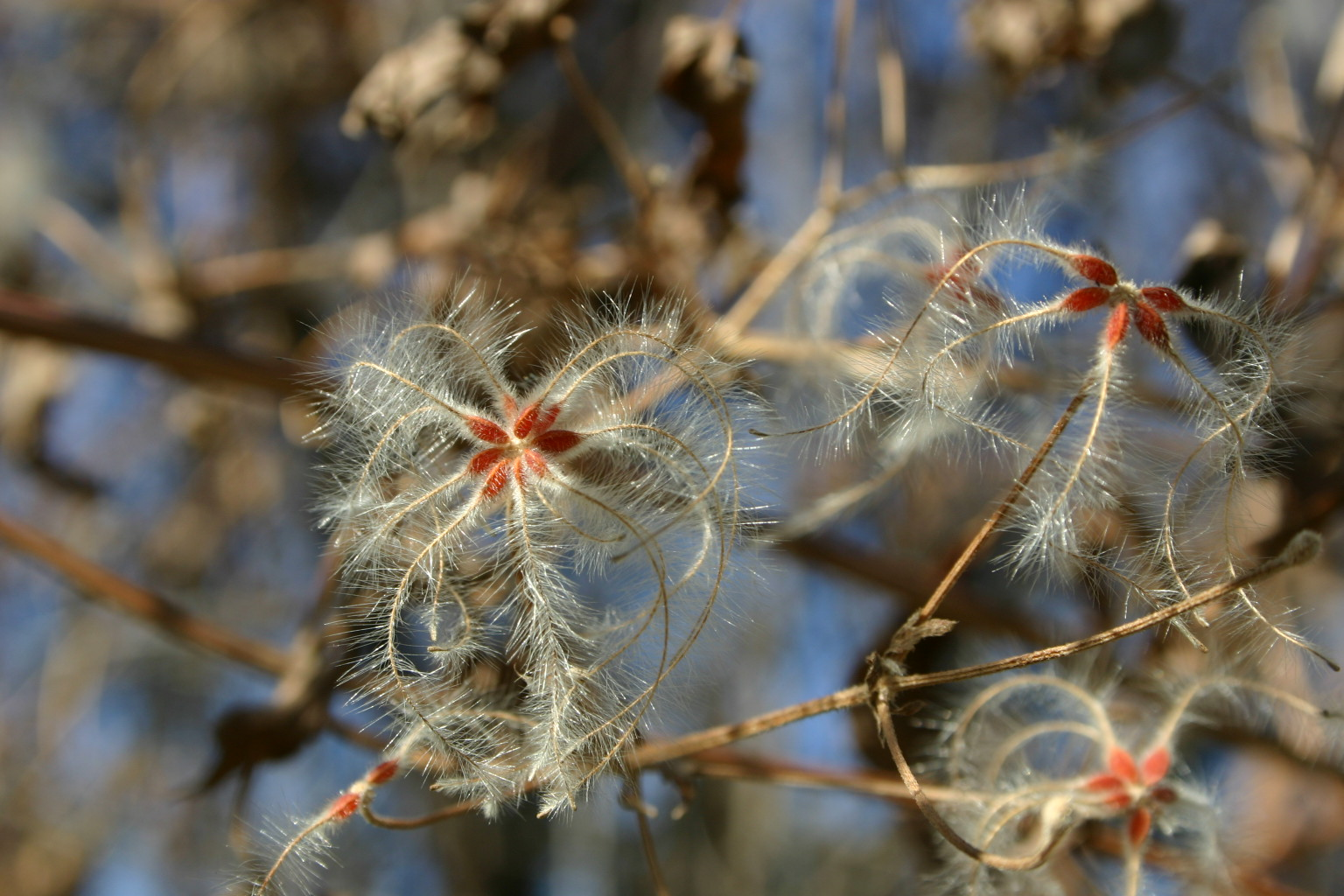
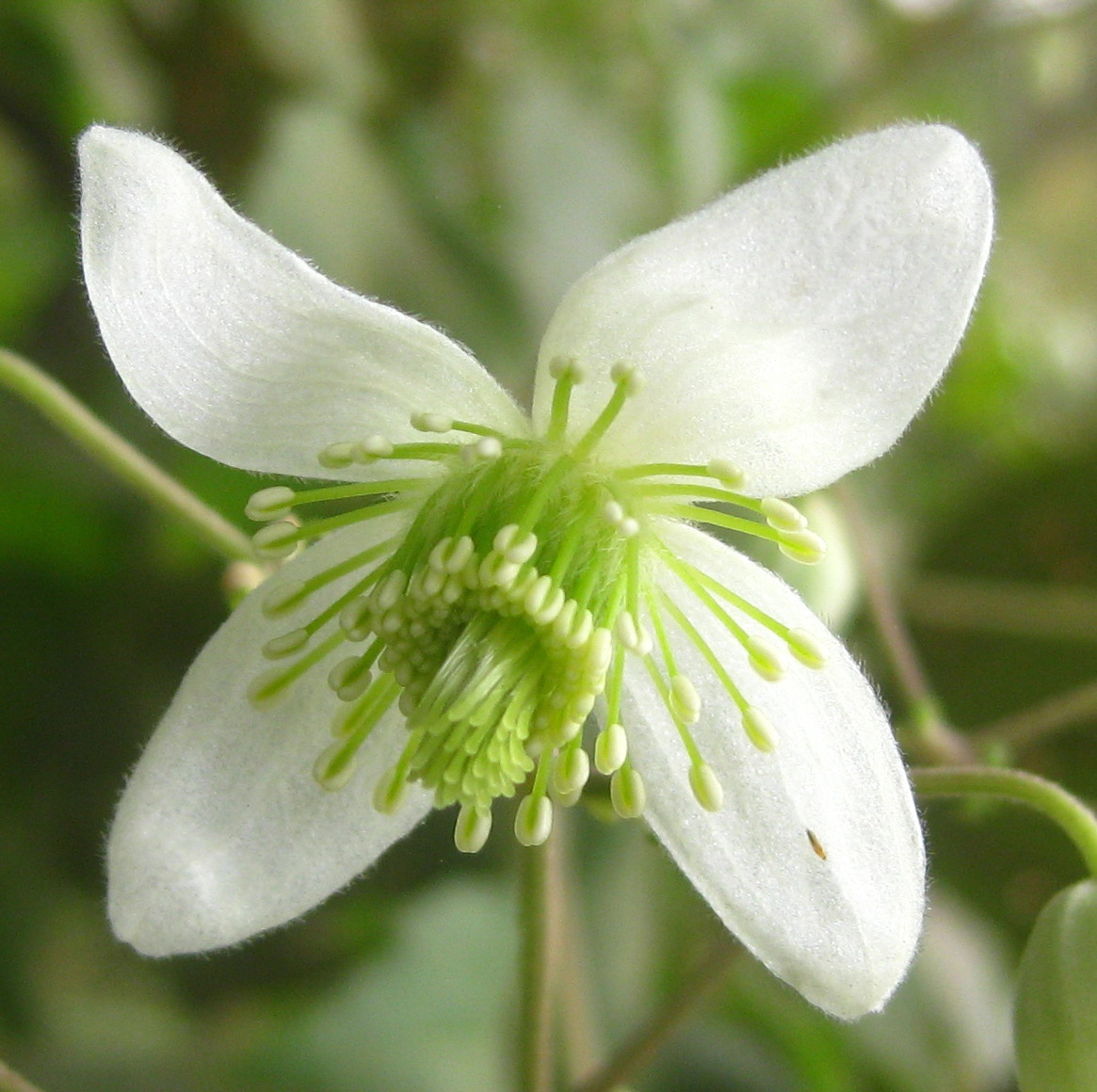
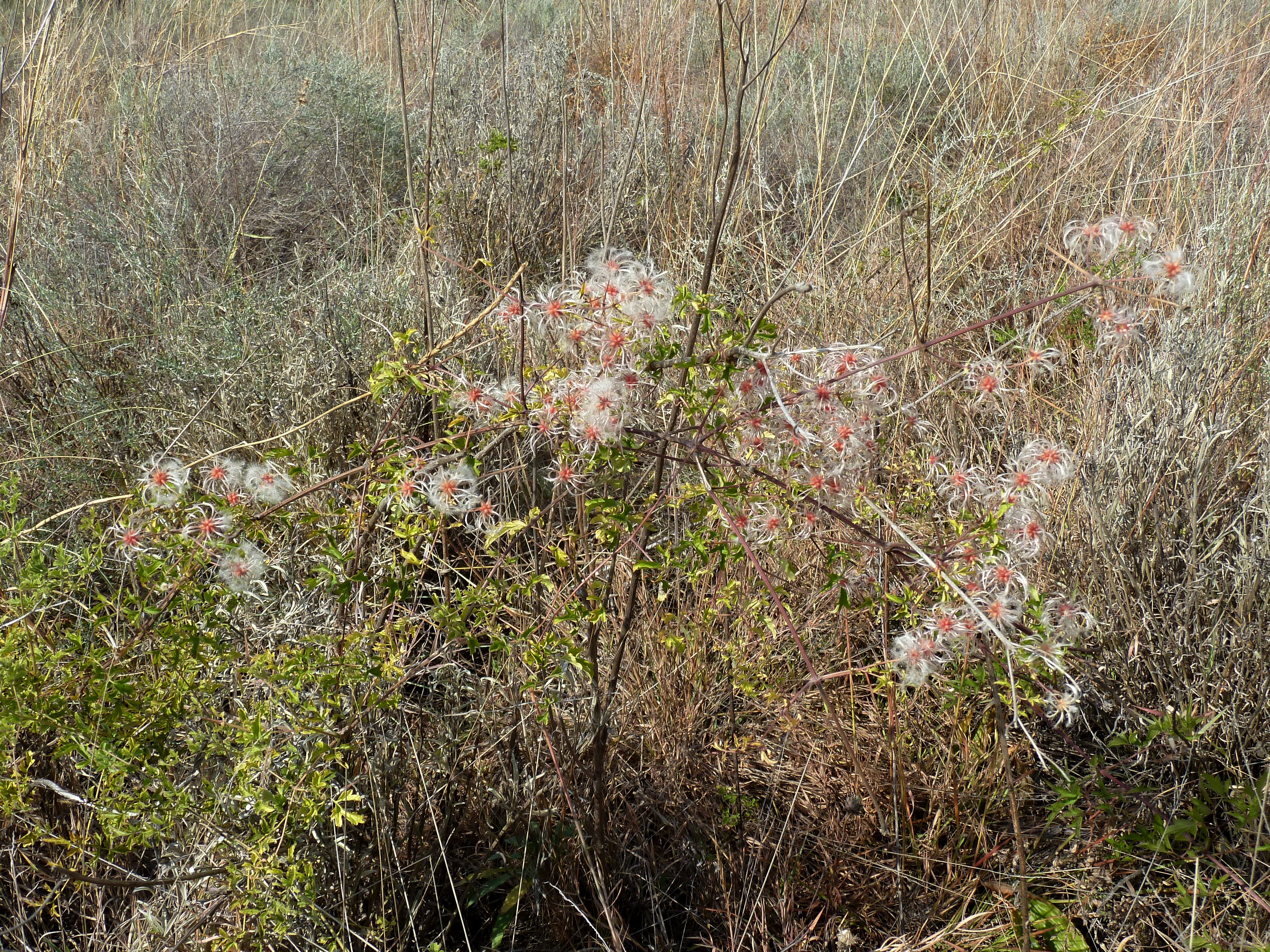